# 예계항
예계항(禮戒港)은 경상남도 남해군 서면 작장리, 예계마을 인근에 있는 어항이다. 2002년 8월 6일 어촌정주어항으로 지정하여 관리하고 있다. 시설관리자는 남해군수이다.

## 어항 연혁
- 옛날 이름은 '여그방', '예기방' 이었으나 서기 1914년 행정구역 통폐합시 예계(禮戒)라 불리게 되었다.

## 어항 시설
- 방파제 L=90m, B=6m, 선착장 L=61m, B=4.7m, 호안 L=78m, B=6m

## 주요 어종
- 게, 노래미, 도다리, 장어, 메기, 해삼 등